# Scolyminae
Scolyminae je podtribus glavočika, dio tribusa Cichorieae. Postoje četiri priznata roda od kojih je najzbačajnija dragušica. Jedini predstasvnik tribusa u Hrvatskoj je španjolska dragušica (S. hispanicus).

## Rodovi
1. Catananche L.
2. Gundelia L.
3. Hymenonema Cass.
4. Scolymus Tourn. ex L.